# Niels van der Zwan
Cornelis Pieter "Niels" van der Zwan (født 25. juni 1967 i Scheveningen) er en hollandsk tidligere roer og olympisk deltager.
Niels van der Zwans første olympiske deltagelse foregik i 1992 i Barcelona, hvor han stillede op i firer uden styrmand sammen med Bart Peters, Jaap Krijtenburg og Sven Schwarz. Hollænderne blev nummer to i sit indledende heat og nummer tre i semifinalen, hvorved de var kvalificeret til A-finalen. Her måtte de tage til takke med en femteplads, mere end fire sekunder efter de australske vindere.
Ved OL 1996 i Atlanta var van der Zwan med i otteren sammen med Ronald Florijn, Koos Maasdijk, Michiel Bartman, Henk-Jan Zwolle, Nico Rienks, Niels van Steenis, Diederik Simon og styrmand Jeroen Duyster. Hollænderne vandt sikkert deres indledende heat, og i finalen var de næsten to sekunder foran Tyskland og tre sekunder foran Rusland, der fik henholdsvis sølv og bronze. Det var den første hollandske OL-guldmedalje i denne disciplin nogensinde.
Van der Zwan deltog i samme disciplin ved OL 2000 i Sydney, men her blev det med en tredjeplads i indledende heat og en fjerdeplads i opsamlingsheatet blot til en plads i B-finalen, hvor hollænderne blev nummer to og dermed en samlet ottendeplads i konkurrencen.

## OL-medaljer
- 1996:  Guld i otter